# Federico (trisnonno di Federico Barbarossa)
Federico, in latino Fridericus, (... – XI secolo) è un possibile antenato degli Hohenstaufen. Tuttavia, il primo ascendente sicuro della dinastia è Federico di Büren, mentre il suddetto Federico rimane un'ipotesi genealogica.

## Biografia
Federico è stato menzionato in una lista degli antenati dell'imperatore Federico I Barbarossa (più precisamente nella Tabula Consanguinitatis), che aveva redatto nel 1153 Wibaldo di Stavelot. Federico è il primo nell'elenco, quindi la sua origine è sconosciuta. A parte il suo nome, non sono state fornite ulteriori informazioni su di lui. Non è quindi chiaro se sia da identificare con il conte palatino di Svevia Federico I, che era anche conte di Riesgau.
Federico di Büren è citato nella lista come il figlio.